# Johann Hinrich Sahn
Johann Hinrich Sahn (* 12. April 1767 in Lübeck; † 18. November 1835 ebenda) war ein deutscher Navigationslehrer.

## Leben und Wirken
Johann Hinrich Sahn war ein Sohn des Schiffers Johann Simon Sahn (getauft am 1. September 1728 in Lübeck) und dessen Ehefrau Anna Christian, geborene Gave (getauft am 3. März 1734 in Lübeck; † 26. August 1776 ebenda). Sie war eine Tochter des Schiffers Andreas Gave.
Sahn verlor früh seine Mutter; der Vater fuhr zur See und ging vielleicht ebenfalls wenige Jahre nach der Geburt seines Sohnes mit einem Schiff unter. Sahn verbrachte Kindheit und Jugend im Lübecker Waisenhaus und arbeitete danach zwanzig Jahre lang als Seemann, zuletzt als Steuermann. Ab ungefähr 1793 erteilte er Seeleuten im Winter privaten Seefahrtskundeunterricht. Am 25. April 1794 heiratete er in Lübeck Elsabe (Elisabeth) Dorothea Möller (* 1755/56; † 26. Juli 1819 in Lübeck). Das Ehepaar hatte eine Tochter und zwei Söhne, die jung verstarben.
1808 empfahlen Ludwig Suhl und der Kaufmann Hinrich Rolff der Gesellschaft zur Beförderung gemeinnütziger Tätigkeit, in Lübeck eine Navigationsschule ähnlich der in Bremen einzurichten, die Sahn leiten sollte. Eine Kommission hatte ihn bereits als geeigneten Direktor erachtet. Sechs Kollegien der Bürgerschaft und der Gemeinnützigen Gesellschaft halfen, Unterrichtsmaterial anzuschaffen und übernahmen Sachs Gehalt, die Raummiete Bürgermeister Matthäus Rodde.
Die Navigationsschule nahm im Juni 1808 probeweise für geplant fünf Jahre den Betrieb auf. Aufgrund des wirtschaftlichen Abschwungs während der Lübecker Franzosenzeit gingen die Finanzmittel für die Schule zurück. Suhl und Sahn wandten sich an Behörden in Lübeck, Hamburg und Paris, konnten die Schließung der Schule im Jahr 1812 jedoch nicht verhindern. Sahn konnte den Lebensunterhalt seiner Familie nur mühsam mit Privatunterricht in seiner Wohnung bestreiten.
Sahn überlegte, erneut als Seefahrer zu arbeiten. Auch aus diesem Grund finanzierten die Gemeinnützige Gesellschaft und mehrere Kollegien der Bürgerschaft weitere fünf Jahre des Schulbetriebs. Dabei gaben sie aber weniger als die Hälfte der 1808 aufgebrachten Mittel. Sahn nahm den Lehrbetrieb mit von ihm selbst besorgten Materialien wieder auf. 1819 erhielt er ein gut dotiertes Angebot für eine Stelle als Navigationslehrer in Hamburg. Der Lübecker Senat zahlte ihm daraufhin ein Gehalt aus der Staatskasse. Nach größeren Verhandlungen sagte der Senat 1825 zu, aus der Navigationsschule ein staatliches Institut zu machen, an dem Sahn eine lebenslange Stelle erhalten sollte.
1826 bezog die Schule das Gebäude der  Seefahrtschule am Kaisertor in den Lübecker Wallanlagen, in dem Sahn eine Wohnung erhielt. Er beteiligte sich daran, eine Prüfung für Lübecker Steuerleute auszuarbeiten, die 1827 verbindlich in Kraft trat und die er selbst abnahm. Außerdem bildete er fähige Steuerleute als Navigationslehrer aus. Aufgrund gesundheitlicher Probleme benötigte er beim Unterricht in den letzten Lebensmonaten den Assistenten Johann Georg Friedrich Franck, der später seine Stelle als Schulleiter übernahm.
Sahn verfügte über breites Wissen im Bereich der Seefahrtskunde. Dieses resultierte aus seiner eigenen Zeit als Seemann, dem Navigationsunterricht, den ihm vermutlich ein Kapitän aus Lübeck erteilt hatte und selbst erlernten theoretischen Kenntnissen. Er lehrte basierend auf dem „System der praktischen Steuermannskunde“ und dem „Handbuch der Schiffahrtskunde“ von Hinrich Braren. Er selbst machte für das Handbuch Verbesserungsvorschläge, die 1823 Eingang in die zweite Auflage fanden. Sahn richtete Form und Inhalt soweit möglich nahe an den Anforderungen der Schifffahrt seiner Zeit aus. Sein Unterricht umfasste Mathematik, Astronomie, Nautik, Geografie, Regeln für Steuermänner und Unfallmaßnahmen. Darüber hinaus führte er praktische Übungen in Himmelsbeobachtungen und der Handhabung von Instrumenten durch.
Sahn war es nicht wichtig, dass seine Schüler die Inhalte, wie sonst üblich, auswendiglernten. Stattdessen sollten sie sich den Stoff selbstständig aneignen und anwenden. Er beschäftigte mitunter Hilfslehrer, die Unterricht im Zeichnen, Deutsch, Englisch, Lesen Schreiben und Rechnen gaben. Im Sommer wurden Knaben unterrichtet, um sie auf den Seefahrerberuf vorzubereiten. Im Winter besuchten erfahrene Seeleute die Kurse.
Die von Sahn geschaffenen Unterrichtsmethoden wurden bei öffentlichen Prüfungen mehrfach gelobt. Bei der Reform der Hamburger Navigationsschule und der Einrichtung einer Schule in Danzig im Jahr 1817 wurde sein Modell als Vorbild herangezogen. Probleme bereiteten Sahn die jahrelangen Sorgen um seine Existenz, ständig wechselnde Unterrichtsbesucher und die starken Altersdifferenzen seiner Zuhörer, die zudem keine einheitlichen Vorkenntnisse besaßen.
Über den Unterricht hinaus arbeitete Sahn als Gutachter. Als in Kopenhagen die Seekarten von Poul Vendelbo Løvenørn neu herausgegeben werden sollten, wurde er als Ratgeber herangezogen. Er forschte selbst und schrieb darüber kurze Berichte, die in Lübecker Zeitungen und den Astronomischen Nachrichten erschienen und stand in regelmäßigem freundschaftlichem Kontakt mit Heinrich Christian Schumacher.
Sahn ermittelte zum ersten Mal die korrekte geographische Breite Lübecks. Außerdem bestimmte er die Sonnenfinsternis vom 7. September 1820. Der Lübecker Senat erteilte ihm dafür eine Anerkennung. Spätestens ab 1826 redigierte er den Lübecker Taschenkalender. Seine Erkenntnisse über das „Ab- und Zunehmen der Tageslängen“, die „Beobachtungen über Seeströme“ und die „Wiederlegung der Furcht, als habe unsere Erde von einem Kometen ihren Untergang zu erwarten“ stellte Ludwig Suhl bei Vorträgen der Gemeinnützigen Gesellschaft vor. Dass Sahn dies nicht selbst tat, spricht dafür, dass er ein bescheidener und zurückhaltender Mensch war.
Anlässlich seines 25-jährigen Dienstjubiläums überbrachten Lübecker Institution Sahn zahlreiche Würdigungen und Auszeichnungen. Seit 1817 gehörte er der „Hamburger Gesellschaft zur Verbreitung mathematischer Kenntnisse“ an.

## Auszeichnungen
- Denkmünze der Gesellschaft zur Beförderung gemeinnütziger Tätigkeit in Gold (1833)